# 地岡公俊
地岡 公俊（ちおか まさとし、1973年5月21日- ）は、東映アニメーション所属のアニメーション演出家、アニメーション監督。広島県出身。

## 主な作品リスト

### テレビアニメ
1990年代
- ひみつのアッコちゃん第3作（1998-1999年、演出助手）
- デジモンアドベンチャー（1999年 - 2000年、演出助手）

2000年代
- デジモンアドベンチャー02（2000年 - 2001年、演出助手）
- デジモンテイマーズ（2001年 - 2002年、演出助手、演出）
- デジモンフロンティア（2002年 - 2003年、演出助手、演出）
- 金色のガッシュベル!!（2003年 - 2006年、シリーズディレクター補佐、演出助手、演出、絵コンテ）
- デジモンセイバーズ（2006年 - 2007年、演出）
- 神様家族（2006年、シリーズディレクター、演出）
- 出ましたっ!パワパフガールズZ（2006年 - 2007年、演出、絵コンテ）
- モノノ怪（2007年オープニング・エンディングアニメーション絵コンテ・演出)
- 墓場鬼太郎（2008年、シリーズディレクター、絵コンテ、演出）
- ねぎぼうずのあさたろう（2008年 - 2009年、絵コンテ、演出）
- 空中ブランコ（2009年、演出協力、絵コンテ、演出）

2010年代
- ハートキャッチプリキュア!（2010年 - 2011年、演出）
- C（2011年、演出協力、絵コンテ）
- スイートプリキュア♪（2011年 - 2012年、演出）
- 聖闘士星矢Ω（2012年 - 2014年、演出、絵コンテ）
- ディスク・ウォーズ:アベンジャーズ（2014年 - 2015年、絵コンテ、演出）
- ワールドトリガー（2014年 - 2015年、202１年、演出、絵コンテ）
- ONE PIECE（2015年、2017年、絵コンテ）
- ドラゴンボール超 （2015年 - 2016年、シリーズディレクター）
- タイガーマスクW（2016年 - 2017年、演出、絵コンテ）
- デジモンユニバース アプリモンスターズ （2016年 - 2017年、絵コンテ）
- ゲゲゲの鬼太郎第6作（2018年 - 2020年、演出、絵コンテ）

2020年代
- ドラゴンクエスト ダイの大冒険（2020年、演出）
- デジモンゴーストゲーム（2021年、シリーズディレクター、絵コンテ）
- ハイガクラ（2024年、絵コンテ）

### 劇場アニメ
- デジモンテイマーズ 冒険者たちの戦い（2001年、助監督）
- 映画 スイートプリキュア♪ とりもどせ! 心がつなぐ奇跡のメロディ♪（2011年、絵コンテ）
- ドラゴンボールZ 神と神（2013年、絵コンテ）